# 27920 Noguchiujo
27920 Noguchiujo este o planetă minoră (asteroid), cu un diametru de 16,445 km, din centura de asteroizi. A fost descoperită pe 7 noiembrie 1996 la Kitami Observatory⁠(d) de Kin Endate. 
Obiectul prezintă o orbită caracterizată de o semiaxă mare de 3,179409 UAi, o excentricitate de 0,01, o înclinație de 18,10611 ° în raport cu ecliptica.